# Gleditsia
Gleditsia es un género de árboles de la familia de las leguminosas (Fabaceae, subfamilia Caesalpinioideae), nativa de América y Asia. El nombre científico honra a Gottlieb Gleditsch, director del Jardín Botánico de Berlín, quien falleció en 1786.

## Descripción
Todas las especies de Gleditsia, salvo una, son árboles espinosos y caducifolios. G. microphylla es un arbusto espinoso de hasta 3 m de alto, con un sistema de cría que se caracteriza por la poligamodiecia y polinización por insectos. Las gleditsias son diploides.

## Variedades
El género presenta 13 especies, según la taxonomía de Gordon (1966), diferenciadas en grupo según su procedencia:
Asia oriental
- Gleditsia australis F. B. Forbes & Hemsley
- Gleditsia delavayi Franchet
- Gleditsia fera (Lour.) Merr.
- Gleditsia japonica Miq.
- Gleditsia macracantha Desf.
- Gleditsia microphylla Isely
- Gleditsia rolfei L.M. Vidal
- Gleditsia sinensis Lam.

Sur de Azerbaiyán e Irán septentrional
- Gleditsia caspica Desf.

Zona septentrional del noreste de la India
- G. assamica Bor

Este de los Estados Unidos
- Gleditsia aquatica Marshall
- Gleditsia triacanthos L. / Gleditsia ferox Desf.

Centro y Sur de Sudamérica
- Gleditsia amorphoides (Griseb.) Taubert

También hay una notospecie, Gleditsia × texana Sarg. la cual es el híbrido interespecífico proveniente del cruzamiento entre G. aquatica × G. triacanthos. Datos sobre la habilidad de cruzarse las especies se limita a la evidencia de cruces exitosos entre G. triacanthos y otras cuatro especies: G. aquatica (Gordon, 1966), G. amorphoides (Gordon, 1966), G. japonica (Santamour, 1976) y G. caspica (A. Schnabel y K. V. Krutovskii, datos no publicados).

## Uso medicinal
G. sinensis es una de las 50 hierbas fundamentales usadas en la Medicina tradicional china, donde se la llama zào jiá (皂荚).